# Bartolus de Saxoferrato

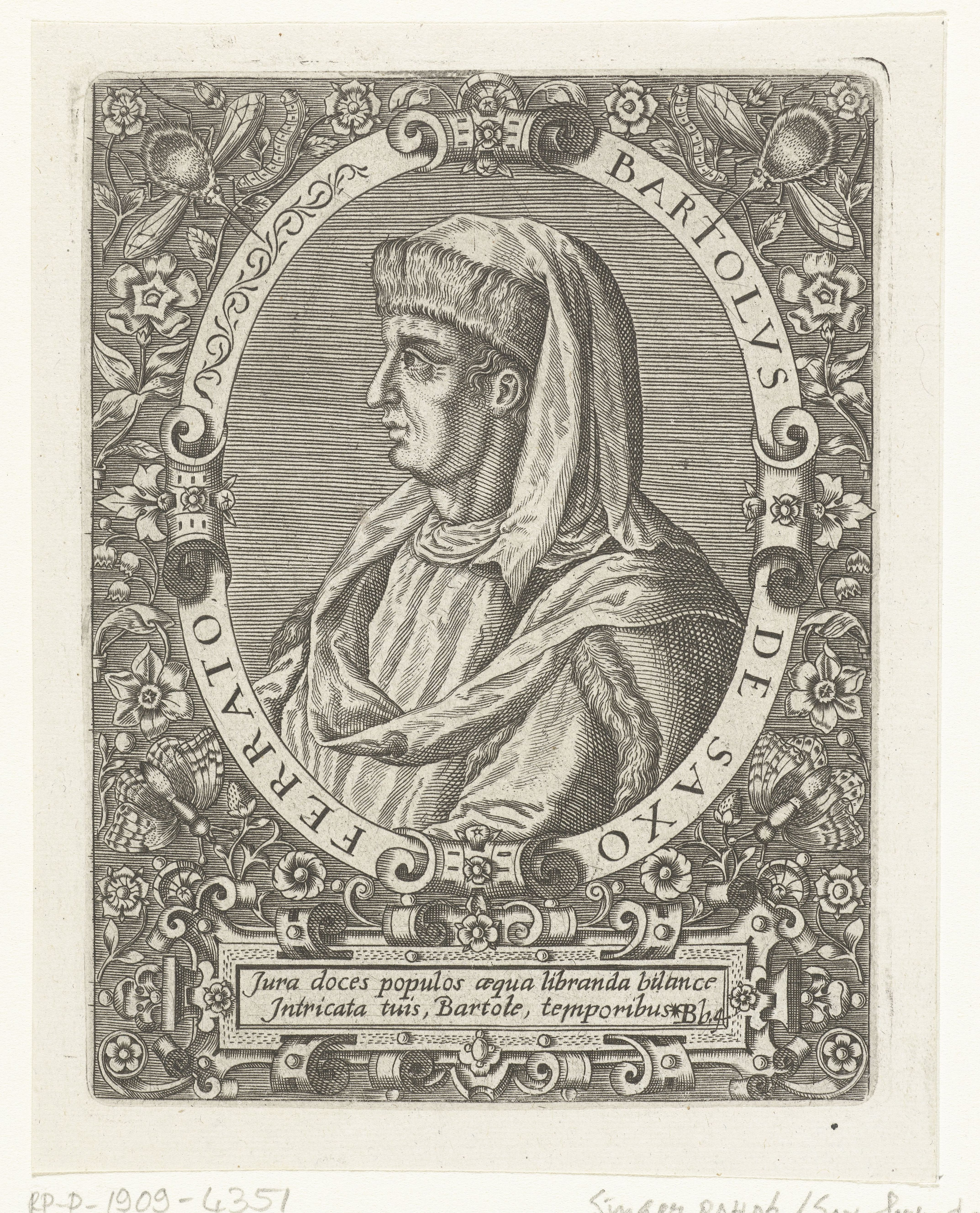
Bartolus de Saxoferrato.

Bartolus de Saxoferrato, italienisch Bartolo da Sassoferrato (* wohl Ende 1313 im Dorf Venatura bei – heute Ortsteil von – Sassoferrato, Region Marken; † 13. Juli 1357 in Perugia) war einer der bedeutendsten Rechtslehrer des Mittelalters. Er gehörte zur Richtung der Kommentatoren. Charakteristisch für sein Ansehen bei den späteren Juristen des Ius commune ist der Satz nemo bonus iurista nisi bartolista. – Niemand ist ein guter Jurist, wenn er nicht Bartolist (Anhänger des Bartolus) ist.

## Leben und Werk
Bartolus begann sein Studium in Perugia, wechselte dann nach Bologna, wo er 1334 promoviert wurde. Ab 1339 lehrte er selbst, zuerst in Pisa, dann in Perugia. Dort machte man ihn 1348 zum Ehrenbürger. Kaiser Karl IV. ernannte ihn 1355 zu seinem Rat. Bartolus war wohl recht kaiserfreundlich gesinnt: So verfasste er auch einen Glossen-Apparat zu den Gesetzen Kaiser Heinrichs VII., Karls Großvater. Heinrich hatte 1313 Gesetze gegen Majestätsverbrechen (crimen laesae maiestatis) erlassen und diese als Extravaganten in das Corpus Iuris Civilis aufnehmen lassen – die letzten Gesetze, die in das spätantike Corpus eingefügt wurden. In Perugia wurden Baldus de Ubaldis und dessen Brüder Angelus und Petrus seine Schüler. Schon mit 43 Jahren verstarb Bartolus, der bereits zu Lebzeiten großes Ansehen genoss.
Trotz seiner kurzen Lebenszeit hinterließ Bartolus ein sehr umfangreiches Werk, das nicht nur Kommentare zu allen Teilen des Corpus Iuris Civilis außer den Institutionen umfasst, sondern auch viele Traktate zu Einzelfragen (darunter eine berühmte Abhandlung über das Flussrecht: De fluminibus seu Tyberiadis) und über 300 Gutachten (Konsilien). Er entwickelte viele neue Rechtsgedanken, etwa die Rückwirkung der Bedingung und Ansätze zu einem internationalen Privat- und Strafrecht. Dabei hing er nicht mehr so eng am vorgegebenen Text wie noch der Glossator Accursius, sondern befreite sich methodisch insoweit. Aus dem Schatten der zu jener Zeit bedeutungsvollen Rechtsschrift Glossa ordinaria des Accursius vermochte Bartolus herauszutreten, weil er nicht nur Varianten für Rechtsinterpretationen darstellte, sondern die Grundlagen für eine einheitliche Auslegungstradition schuf.
Auch staatsrechtliche Fragen hat er behandelt. Besonders sein Werk De regimine civitatis gehört zur Geschichte der Politischen Theorien und der Volkssouveränität. Auch steht er für die erstmalige Verschmelzung von oberitalienischen Stadtrechten mit dem römischen Recht zu einer Einheit, sodass sich moderne Ansätze von juristischer Praxisnähe abzeichneten.
Ob das bekannte Werk Quaestio inter Virginem Mariam et diabolum eine echte Schrift des Bartolus darstellt, ist ungeklärt.

## Nachwirkung
„Es war nicht etwas ganz Anderes, was er unternahm, in Vergleichung mit seinen Vorgängern, aber er that es besser, als die Meisten unter ihnen“ (Lit.: Savigny, S. 157). Bartolus erfand zwar keine neue Methode der Rechtswissenschaft, aber er erwarb sich durch die Qualität seiner Kommentare, die an die Arbeiten der südfranzösischen Juristen und seines Lehrers Cino da Pistoia anknüpften, großen Ruhm und wurde als Schulhaupt der Kommentatoren und „Fürst der Juristen“ (principe de’ giureconsulti) angesehen.
Sein Nachruhm wird nicht nur durch den erwähnten Spruch nemo bonus iurista nisi bartolista belegt, sondern auch dadurch, dass in Spanien 1427/1433 und 1499 und in Portugal 1446 Gesetze erlassen wurden, nach denen vor Gericht keine Werke von Juristen zitiert werden durften, die nach Bartolus gelebt hatten und – wenn es an einer gesetzlichen Bestimmung fehlte – die Auffassung des Bartolus Gesetzeskraft haben sollte.
Dass man Bartolus zeitweise als den größten Juristen schlechthin ansah, zeigt sich auch darin, dass im italienischen Theater der Name Bartolo für den Typus des (steifen und pedantischen) Juristen (Figur des Dottore in der Commedia dell’arte) üblich wurde. Noch in Figaros Hochzeit von Wolfgang Amadeus Mozart und in Gioachino Rossinis Oper Der Barbier von Sevilla gibt es die Figur eines solchen Dr. Bartolo.
Es wird behauptet, dass die Redewendung: „Wissen, wo der Bartel den Most holt“ auf Bartolus und dessen Werk Mos Italicus zurückzuführen ist, die Wahrscheinlichkeit dafür ist aber eher gering.

## Ausgaben

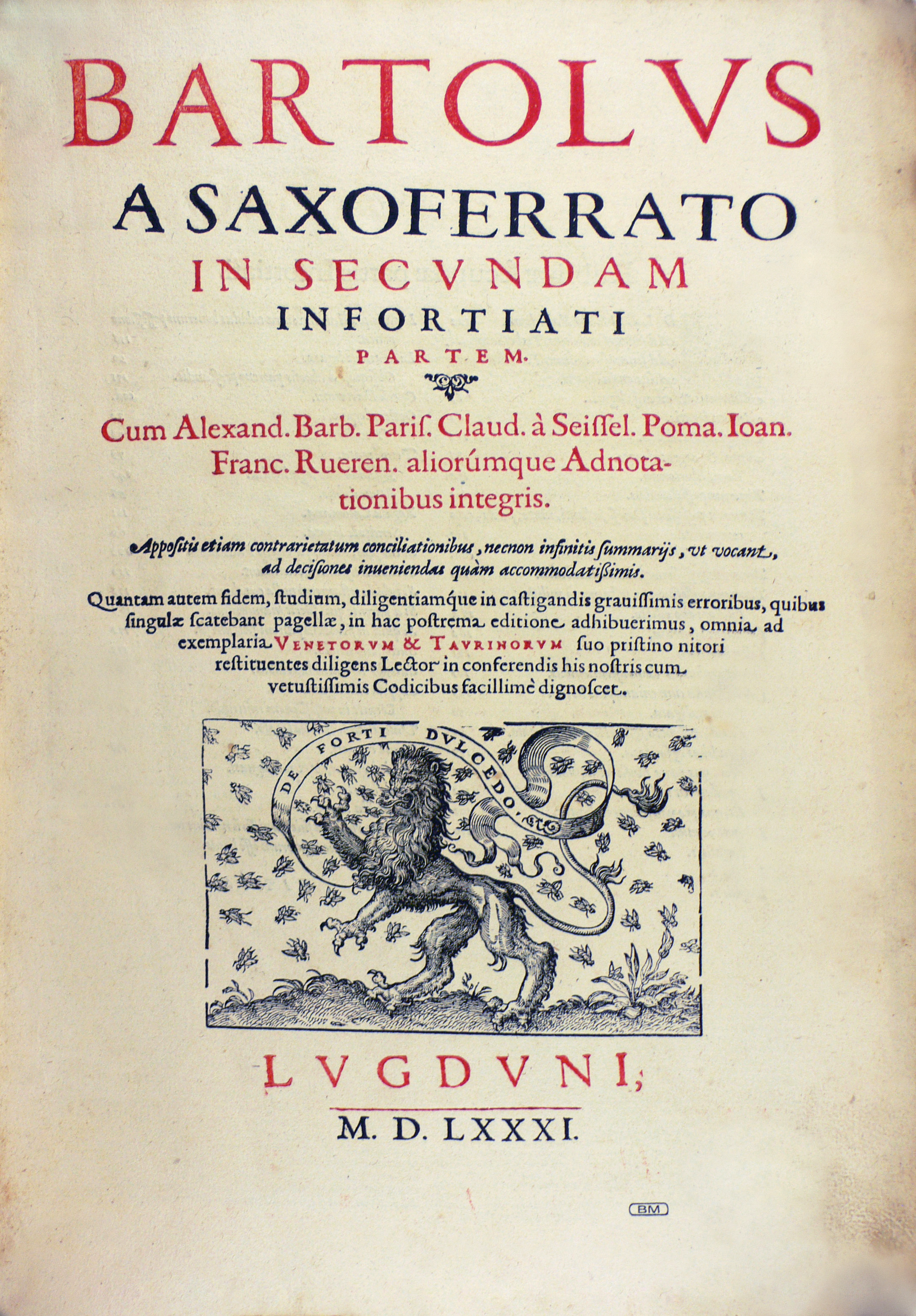
Opera omnia, 1581 (Milano, Fondazione Mansutti)

- Bartoli Commentaria in primam Codicis partem. de Harsy, Lugduni 1550 (Digitalisierte Ausgabe der Universitäts- und Landesbibliothek Düsseldorf)
- Bartoli Commentaria in secundam Codicis partem. de Harsy, Lugduni 1550 (Digitalisierte Ausgabe)
- Bartoli Commentaria in tres libros Codicis. Lugduni 1549 (Digitalisierte Ausgabe)
- Bartolus de Saxoferrato: Opera omnia. In ius universum civile commentaria, consilia, tractatus et repertorium Bartoli, Interpretum iuris Coryphaei. Basel 1562
- Consilia, quaestiones et tractatus. Thomas Berthelier, Lyon 1547 (Latein, beic.it).

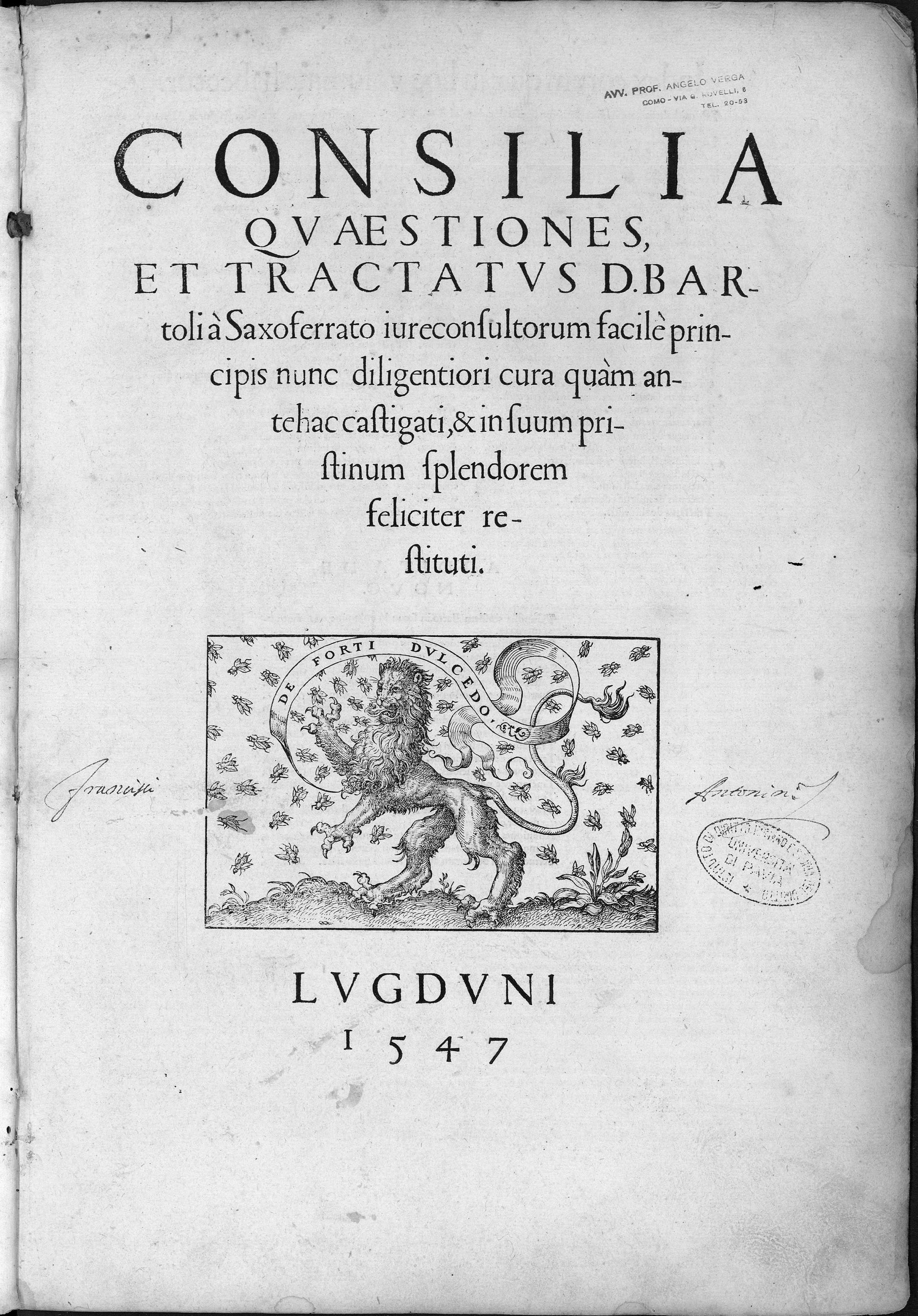
Consilia, quaestiones et tractatus, 1547